# Vorkreist
Vorkreist je francouzská black/death metalová hudební skupina z Paříže založená roku 1999.
Debutové studiové album vyšlo roku 2003 a nese název Sabbathical Flesh Possession.

## Diskografie
Dema
- Sermons of Impurity (2001)

Studiová alba
- Sabbathical Flesh Possession (2003)
- Sublimation XXIXA (2006)
- Sickness Sovereign (2009)
- Sigil Whore Christ (2012)

EP
- Sacrifice (2016)[2]

Split nahrávky
- Soldiers of Satan's Wrath / In Attrition of a World Collapse (2010) – společně s kapelou Soulskinner